# Cabo Buller

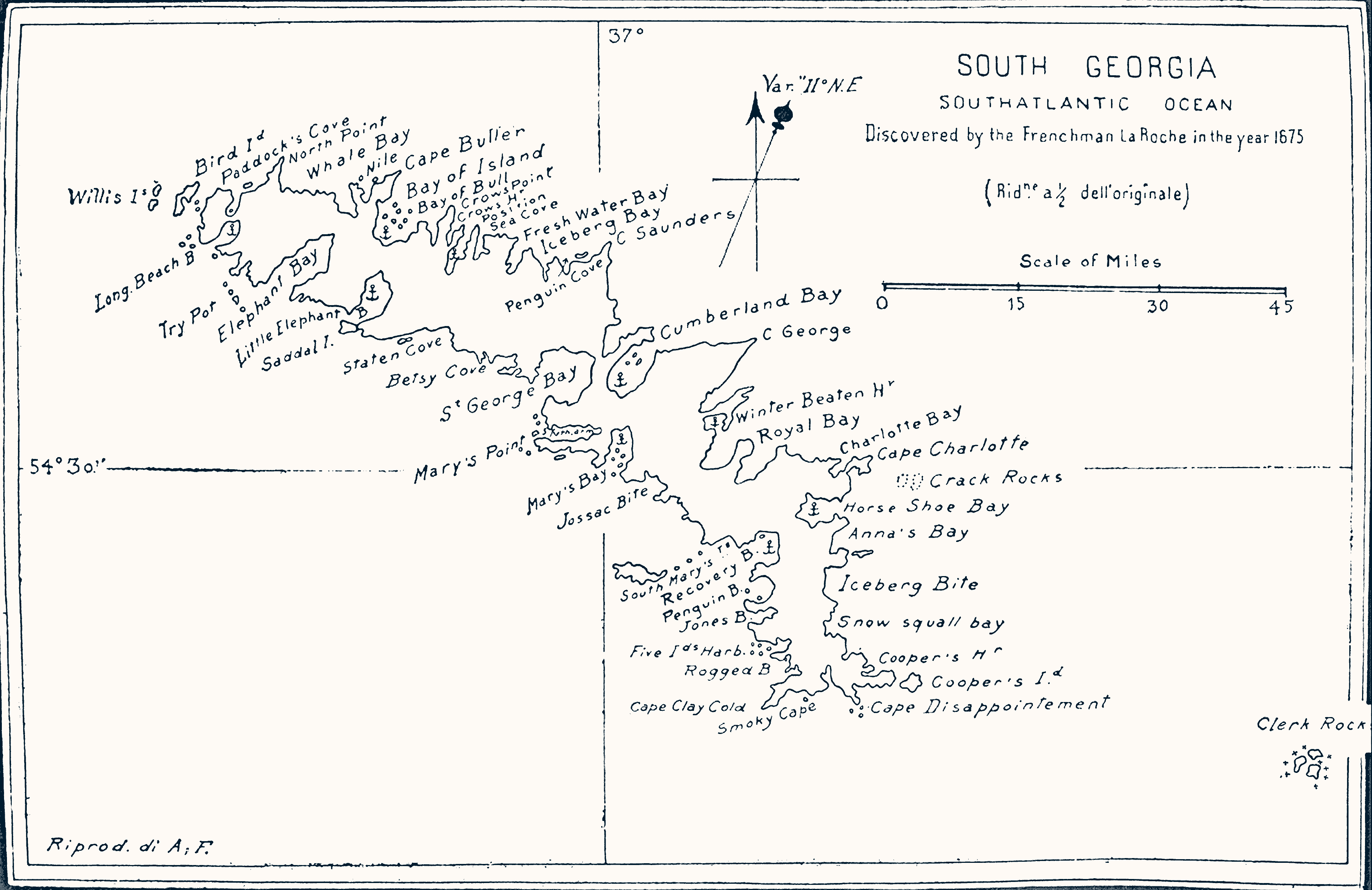
O mapa de 1802 de Pendleton mostrando o Cabo Buller

O Cabo Buller (53° 59′ S, 37° 22′ O) é um promontório áspero formando o lado oeste da entrada para a Baía das Ilhas na costa norte da Geórgia do Sul. Foi descoberto e nomeado em 1775 por uma expedição britânica sob o comando de James Cook.
A área incluindo a Baía das Ilhas e o Cabo Wilson, junto a Grytviken é uma das duas ASTI na ilha.
 Este artigo incorpora material em domínio público  de United States Geological Survey   , documento "Cabo Buller" (conteúdo do Geographic Names Information System).